# فرودگاه محلی شهرستان سینت ماری
فرودگاه محلی شهرستان سینت ماری (به انگلیسی: St. Mary's County Regional Airport) (به زبان بومی: Capt. Walter Francis Duke Regional Airport) یک فرودگاه همگانی بهره‌برداری هوایی با کد یاتا LTW است که یک باند فرود آسفالت دارد و طول باند آن ۱۲۶۵ متر است. این فرودگاه در کشور ایالات متحده آمریکا قرار دارد و در ارتفاع ۴۳ متری از سطح دریا واقع شده است.